# Marie Fišarová
Marie Fišarová (za svobodna Rybková, 25. října 1902 – ?) byla česká a československá politička Československé strany socialistické a poúnorová poslankyně Národního shromáždění ČSR, Národního shromáždění ČSSR a Sněmovny lidu Federálního shromáždění.

## Biografie
V období druhé světové války byla jako manželka listonoše součástí odbojové organizace vedené parnickým poštmistrem Karlem Votroubkem. Organizace se zabývala zejména zpravodajským vytěžováním německých poštovních zásilek, jejich zadržováním a zpožďováním. Spadala pod Petiční výbor Věrni zůstaneme. Za svou činnost byla 8. října 1942 zatčena gestapem a do konce války vězněna v Drážďanech, Litoměřicích a Bernau am Chiemsee, kde ji 23. března 1945 osvobodila americká armáda.
Ve volbách roku 1954 byla zvolena za ČSS do Národního shromáždění ve volebním obvodu Pardubice. Mandát obhájila ve volbách roku 1960 (nyní již jako poslanec Národního shromáždění ČSSR za Východočeský kraj) a volbách roku 1964. V Národním shromáždění zasedala až do konce jeho funkčního období v roce 1968. K roku 1954 se profesně uvádí jako členka rady KNV a vedoucí odboru pracovních sil KNV.
Po federalizaci Československa usedla roku 1969 do Sněmovny lidu Federálního shromáždění, kde setrvala do konce volebního období, tedy do voleb v roce 1971.